# 外尾健一
外尾 健一（ほかお けんいち、1924年（大正13年） - 2021年（令和3年）3月30日）は、日本の法学者。専門は労働法。東北大学名誉教授。元東北学院大学教授。2000年勲二等瑞宝章受章。台湾・台北市出身。

## 人物
（出典）
1941年台北州立台北第一中学校卒業。徴兵により、電信第二九連隊に入隊。1946年復員。1948年第一高等学校 (旧制)卒業。
1951年（昭和26年）東京大学法学部卒業。1951年東京大学社会科学研究所助手（指導教員：有泉亨）。1956年東北大学法学部助教授。1962年3月31日「フランス労働協約の研究」で東北大学より法学博士の学位を取得。1963年東北大学法学部教授。1965年東北大学評議員。1976年東北大学法学部長・同大学院法学研究科長・同評議員を経て1987年東北大学停年退官。東北大学名誉教授。
東北学院大学法学部教授。1998年東北学院大学退職。
2000年勲二等瑞宝章受章。
この他に、1974年旧司法試験第二次試験考査委員、1974年日本学術会議会員、1982年日本労働法学会代表理事（-1984年）、1994年みやぎ生活協同組合理事長、1994年宮城県生活協同組合連合会会長などを務めた。
弟子に、山口浩一郎らがいる。

## 研究
専門領域は、労働法全域で特に労働組合法、労働団体法を研究。労働協約論に造詣が深い。

## 著書
- 『労働法辞典』（有泉亨と共著、一粒社、1961年）
- 『労働団体法』（筑摩書房、1975年）
- 『団結権侵害とその救済:不当労働行為制度の比較法的考察』（有斐閣、1985年）
- 『不当労働行為の法理』（有斐閣、1985年）
- 『外尾健一著作集第1巻 - 第8巻』（信山社出版、1998年 - 2004年）
- 『労働法入門』（有斐閣、1965年初版、2009年第7版）
- 『労働契約法の形成』（信山社出版、2012年）
- 『東日本大震災と原発事故』（信山社出版、2012年）

この他、労働法に関わる著書が多数ある。